# Team Novo Nordisk
Il Team Novo Nordisk, noto in passato come Team Type 1, è una squadra statunitense di ciclismo su strada maschile con licenza di UCI ProTeam.
La squadra ha sede ad Atlanta ed è attiva dal 2008 sotto la direzione dell'ex ciclista Vassili Davidenko. Prende il nome del primo sponsor, Novo Nordisk, multinazionale danese che opera nel settore farmaceutico; negli anni precedenti al 2013 era invece denominata "Type 1", in riferimento al diabete mellito di tipo 1, di cui soffrono alcuni dei corridori della squadra: scopo della squadra è infatti "ispirare, educare, dare possibilità" ai malati di diabete nel mondo.

## Storia
Il Team Type 1 venne fondato nel 2005 come squadra dilettantistica da Phil Southerland e Joe Eldridge, due atleti affetti da diabete di tipo 1, per partecipare alla Race Across America, una lunga corsa a cronometro con partenza situata sulla costa ovest degli Stati Uniti ed arrivo su quella est. La squadra, forte di Southerland, Eldridge ed altri sei corridori diabetici, arrivò seconda nel 2006 e prima l'anno dopo.
Nel 2008 la squadra passò a livello professionistico, come parte di una più ampia fondazione comprendente alcune squadre giovanili e una formazione femminile fondata l'anno successivo, dotata di biciclette Colnago con componentistica Shimano e stabilì la sua sede ad Atlanta. Era diretta da Ed Beamon e Vassili Davidenko, ex dirigenti della formazione Navigators Insurance dismessa l'anno prima. L'esordio professionistico della Type 1 avvenne in febbraio, al Tour de Langkawi. Tra i corridori della neonata squadra figuravano, oltre ai due fondatori, il neozelandese Glen Chadwick, vincitore quell'anno del Giro del Messico, e l'australiano Matthew Wilson, vincitore di tappa al Tour de Beauce e decimo al Langkawi.
Nel 2009 Southerland abbandonò le corse per dedicarsi alla gestione della squadra, mentre Beamon venne sostituito dal canadese Gordon Fraser. Il Team Type 1 terminò quarto nel calendario nazionale statunitense, piazzando due propri corridori tra i primi dieci. L'anno successivo lo sloveno Aldo Ino Ilešič centrò sei successi stagionali, gli unici ottenuti dalla formazione nella stagione 2010.
Per la stagione 2011 ottenne la promozione alla categoria Professional Continental e con essa la possibilità di prendere parte su invito alle gare dell'UCI World Tour. Per adeguarsi al maggiore livello di competizione vennero ingaggiati corridori come lo svizzero Rubens Bertogliati e i gemelli russi Aleksandr e Vladimir Efimkin, nessuno dei tre diabetico, mentre il colosso farmaceutico francese Sanofi, già finanziatore minore della squadra, divenne il secondo sponsor. Tuttavia l'unica prova del World Tour a cui la Type 1 venne invitata fu il Tour de Suisse. Aleksandr Efimkin ottenne la vittoria più prestigiosa della stagione al Giro di Turchia. A fine stagione la formazione partecipò al Tour du Rwanda per sostenere un'iniziativa benefica in atto in quel Paese: la corsa fu monopolizzata dal team, con Kiel Reijnen che vinse quattro tappe su otto e la classifica generale.
Nel febbraio 2015 la squadra ottiene la prima vittoria nei Circuiti continentali UCI come "Team Novo Nordisk", nella seconda tappa del Tour de Filipinas grazie al neozelandese Scott Ambrose. Nel marzo dello stesso anno la formazione viene invitata alla Milano-Sanremo, esordendo così nell'UCI World Tour. Quattro atleti della formazione giungono al traguardo della Classicissima, primo fra questi lo spagnolo Javier Mejías (99º). La presenza alla Milano-Sanremo rimane costante anche nelle stagioni seguenti, pur senza risultati di rilievo. Nel 2018 arriva la seconda vittoria nella storia della formazione, in una tappa del Tour du Rwanda con lo spagnolo David Lozano.

## Cronistoria

### Annuario
| Anno | Codice | Nome                       | Cat. | Biciclette | Dirigenza |
| ---- | ------ | -------------------------- | ---- | ---------- | --- |
| 2008 | TT1    | Team Type 1                | CT   | Orbea      | Manager: Edward Beamon, Tom Schuler, Marc Colbert Dir. sportivi: Edward Beamon, Vassili Davidenko                               |
| 2009 | TT1    | Team Type 1                | CT   | Orbea      | Manager: Vassili Davidenko Dir. sportivi: Tom Schuler, Marc Colbert, Gordon Fraser                                              |
| 2010 | TT1    | Team Type 1                | CT   | Colnago    | Manager: Phil Southerland Dir. sportivi: Vassili Davidenko, Mike Carter                                                         |
| 2011 | TT1    | Team Type 1-Sanofi Aventis | PCT  | Colnago    | Manager: Vassili Davidenko Dir. sportivi: Massimo Podenzana, Mike Carter                                                        |
| 2012 | TT1    | Team Type 1-Sanofi         | PCT  | Colnago    | Manager: Vassili Davidenko Dir. sportivi: Massimo Podenzana, Frédéric Moncassin, John Seehafer                                  |
| 2013 | TNN    | Team Novo Nordisk          | PCT  | Colnago    | Manager: Vassili Davidenko Dir. sportivi: Massimo Podenzana, Pavel Cherkasov, Gleb Groysman                                     |
| 2014 | TNN    | Team Novo Nordisk          | PCT  | Orbea      | Manager: Vassili Davidenko Dir. sportivi: Massimo Podenzana, Pavel Cherkasov, Gleb Groysman                                     |
| 2015 | TNN    | Team Novo Nordisk          | PCT  | Orbea      | Manager: Vassili Davidenko Dir. sportivi: Massimo Podenzana, Pavel Cherkasov, Gleb Groysman, Paolo Artuso                       |
| 2016 | TNN    | Team Novo Nordisk          | PCT  | Colnago    | Manager: Vassili Davidenko Dir. sportivi: Massimo Podenzana, Paolo Artuso, Pavel Cherkasov                                      |
| 2017 | TNN    | Team Novo Nordisk          | PCT  | Colnago    | Manager: Vassili Davidenko Dir. sportivi: Massimo Podenzana, Pavel Cherkasov, Lionel Marie                                      |
| 2018 | TNN    | Team Novo Nordisk          | PCT  | Colnago    | Manager: Vassili Davidenko Dir. sportivi: Massimo Podenzana, Pavel Cherkasov, Vassili Davidenko                                 |
| 2018 | TNN    | Team Novo Nordisk          | PCT  | Colnago    | Manager: Vassili Davidenko Dir. sportivi: Massimo Podenzana, Pavel Cherkasov, Vassili Davidenko                                 |
| 2019 | TNN    | Team Novo Nordisk          | PCT  | Colnago    | Manager: Vassili Davidenko Dir. sportivi: Massimo Podenzana, Pavel Cherkasov, Vassili Davidenko                                 |
| 2020 | TNN    | Team Novo Nordisk          | PRT  | Colnago    | Manager: Vassili Davidenko Dir. sportivi: Massimo Podenzana, Pavel Cherkasov, Vassili Davidenko                                 |
| 2021 | TNN    | Team Novo Nordisk          | PRT  | Colnago    | Manager: Vassili Davidenko Dir. sportivi: Massimo Podenzana, Gennadij Michajlov, Vassili Davidenko                              |
| 2022 | TNN    | Team Novo Nordisk          | PRT  | Argon 18   | Manager: Vassili Davidenko Dir. sportivi: Massimo Podenzana, Gennadij Michajlov, Vassili Davidenko                              |
| 2023 | TNN    | Team Novo Nordisk          | PRT  | Argon 18   | Manager: Vassili Davidenko Dir. sportivi: Massimo Podenzana, Vassili Davidenko, Gennadij Michajlov                              |
| 2024 | TNN    | Team Novo Nordisk          | PRT  | Argon 18   | Manager: Vassili Davidenko Dir. sportivi: Massimo Podenzana, Vassili Davidenko, Daniel Holt, Sergej Lagutin, Gennadij Michajlov |
| 2025 | TNN    | Team Novo Nordisk          | PRT  | Argon 18   | Manager: Vassili Davidenko Dir. sportivi: Massimo Podenzana, Vassili Davidenko, Daniel Holt, Sergej Lagutin, Gennadij Michajlov |

### Classifiche UCI
Aggiornato al 31 dicembre 2017.
| Anno | Classifica | Pos. | Migliore cl. individuale    |
| ---- | ---------- | ---- | --------------------------- |
| 2008 | America T. | 12º  | Glen Chadwick (33º)         |
| 2008 | Asia T.    | 26º  | Shawn Milne (57º)           |
| 2008 | Oceania T. | 11º  | Matthew Wilson (29º)        |
| 2009 | America T. | 16º  | Shawn Milne (55º)           |
| 2010 | Africa T.  | 7º   | Chris Jones (141º)          |
| 2010 | America T. | 8º   | Chris Jones (74º)           |
| 2011 | Africa T.  | 21º  | Martijn Verschoor (157º)    |
| 2011 | America T. | 13º  | Jure Kocjan (97º)           |
| 2011 | Asia T.    | 22º  | Kiel Reijnen (102º)         |
| 2011 | Europe T.  | 23º  | Jure Kocjan (16º)           |
| 2012 | Africa T.  | 4º   | Kiel Reijnen (13º)          |
| 2012 | America T. | 6º   | Aleksandr Serebrjakov (6º)  |
| 2012 | Asia T.    | 8º   | Aleksandr Serebrjakov (16º) |
| 2012 | Europe T.  | 18º  | Daniele Colli (31º)         |
| 2013 | Africa T.  | 18º  | Paolo Cravanzola (169º)     |
| 2013 | America T. | 32º  | Andrea Peron (227º)         |
| 2013 | Asia T.    | 52º  | Andrea Peron (157º)         |
| 2013 | Europe T.  | 119º | Andrea Peron (888º)         |
| 2014 | Africa T.  | 25º  | Nicolas Lefrançois (180º)   |
| 2014 | America T. | 26º  | Javier Mejías (156º)        |
| 2014 | Asia T.    | 80º  | Andrea Peron (413º)         |
| 2014 | Europe T.  | 101º | Joonas Henttala (408º)      |
| 2015 | America T. | 38º  | Javier Mejías (207º)        |
| 2015 | Asia T.    | 44º  | Martijn Verschoor (179º)    |
| 2015 | Europe T.  | 99º  | Javier Mejías (438º)        |
| 2016 | America T. | 26º  | Javier Mejías (268º)        |
| 2016 | Asia T.    | 80º  | Javier Mejías (52º)         |
| 2016 | Europe T.  | 101º | David Lozano (1114º)        |
| 2017 | Asia T.    | 66º  | Martijn Verschoor (290º)    |
| 2017 | Europe T.  | 115º | Andrea Peron (1081º)        |

## Palmarès
Aggiornato al 31 dicembre 2022.

### Grandi Giri
- Giro d'Italia

Partecipazioni: 0
- Tour de France

Partecipazioni: 0
- Vuelta a España

Partecipazioni: 0

### Campionati nazionali
- Campionati finlandesi: 1

In linea: 2021 (Joonas Henttala)

## Organico 2025
Aggiornato al 1º gennaio 2025.

### Staff tecnico
|  | Naz.                   | Ruolo  | Sportivo           |  |  |  |
|  | ---------------------- | ------ | ------------------ |  |  |  |
|  | Stati Uniti (bandiera) | GM, DS | Vassili Davidenko  |  |  |  |
|  | Italia (bandiera)      | DS     | Massimo Podenzana  |  |  |  |
|  | Stati Uniti (bandiera) | DS     | Daniel Holt        |  |  |  |
|  | Stati Uniti (bandiera) | DS     | Sergej Lagutin     |  |  |  |
|  | Russia (bandiera)      | DS     | Gennadij Michajlov |  |  |  |

### Rosa
|  | Naz.                     |  | Sportivo                | Anno |  |  |
|  | ------------------------ |  | ----------------------- | ---- |  |  |
|  | Gran Bretagna (bandiera) |  | Hamish Armitt           | 2002 |  |  |
|  | Nuova Zelanda (bandiera) |  | Hamish Beadle           | 1998 |  |  |
|  | Gran Bretagna (bandiera) |  | Sam Brand               | 1991 |  |  |
|  | Italia (bandiera)        |  | Jacopo Colladon         | 2003 |  |  |
|  | Francia (bandiera)       |  | Lucas Dauge             | 1996 |  |  |
|  | Belgio (bandiera)        |  | Quinten De Graeve       | 2000 |  |  |
|  | Australia (bandiera)     |  | Declan Irvine           | 1999 |  |  |
|  | Rep. Ceca (bandiera)     |  | Matyáš Kopecký          | 2003 |  |  |
|  | Spagna (bandiera)        |  | David Lozano            | 1988 |  |  |
|  | Australia (bandiera)     |  | Bailey McDonald         | 2003 |  |  |
|  | Francia (bandiera)       |  | Anton Muller            | 1998 |  |  |
|  | Francia (bandiera)       |  | Doriand Percrule        | 1999 |  |  |
|  | Italia (bandiera)        |  | Alessandro Perracchione | 2005 |  |  |
|  | Italia (bandiera)        |  | Andrea Peron            | 1988 |  |  |
|  | Stati Uniti (bandiera)   |  | Logan Phippen           | 1992 |  |  |
|  | Italia (bandiera)        |  | Antonio Polga           | 1999 |  |  |
|  | Italia (bandiera)        |  | Umberto Poli            | 1996 |  |  |
|  | Italia (bandiera)        |  | Filippo Ridolfo         | 2001 |  |  |
|  | Gran Bretagna (bandiera) |  | Nathan Smith            | 1996 |  |  |
|  | Francia (bandiera)       |  | Célestin Wattelle       | 2003 |  |  |